# Aušra Papirtienė
Aušra Papirtienė (ur. 2 maja 1967 w Szakach) – litewska nauczycielka i polityk. Posłanka na Sejm Republiki Litewskiej.

## Życiorys
W 1985 ukończyła Gimnazjum nr 37 w Kownie. W 1991 uzyskała dyplom nauczyciela języka i literatury rosyjskiej na Szawelskim Instytucie Pedagogicznym (obecnie Uniwersytet Szawelski). W 1995 otrzymała dyplom nauczyciela etyki na Uniwersytecie Pedagogicznym w Wilnie (obecnie Litewski Uniwersytet Nauk Edukacyjnych). Tytuł magistra nauk oświatowych z wyróżnieniem uzyskała w 1998 roku na Politechnice w Kownie.
W latach 1991–2016 pracowała jako nauczycielka języka i języka rosyjskiego w Gimnazjum w Kownie.
W 2016 przyjęła propozycję kandydowania do Sejmu z ramienia Litewskiego Związku Rolników i Zielonych. W wyborach w 2016 uzyskała mandat posłanki na Sejm Republiki Litewskiej.